# Atala au tombeau
Atala au tombeau (aussi intitulé les Funérailles d'Atala) est une peinture à huile sur toile réalisé par Anne-Louis Girodet en 1808. Elle fait partie des collections du musée du Louvre, à Paris, tout comme une réplique autographe qui se trouve en dépôt au musée Girodet, à Montargis, dans le Loiret.

## Thème
La scène représentée est extraite du roman Atala, qui est inclus dans le Génie du Christianisme de Chateaubriand et paraît en 1801. Ce fut Louis François Bertin, directeur du Journal des débats, devenu par décret de Napoléon Journal de l’Empire en 1805, qui commanda à Girodet un tableau inspiré par le récit de Chateaubriand « Atala ou les amours de deux sauvages dans le désert ». 
Girodet a choisi de représenter l’enterrement d’Atala, un moment de l’histoire sur lequel l'écrivain ne donne pas beaucoup de précisions, exception faite de la position des personnages dans la grotte. 
Cette œuvre constitue une transition entre la peinture néo-classique et la peinture romantique[réf. souhaitée].

## Composition

### Les personnages
Ce tableau est composé par trois personnages figés et suspendus dans une action funèbre et qui sont liés les uns aux autres dans un même mouvement poétique qui commence par l’inclinaison de l’amant à genoux, puis se creuse dans le corps d’Atala et se redresse en fin chez l’ermite.
La scène est explicite et relève de l'ekphrasis ; certes, Girodet est aussi le peintre de l’ut pictura poesis.

#### Chactas
À gauche, vêtu d’un pagne, cheveux tressés et boucle d’oreille, il enserre avec désespoir les jambes d’Atala entre son buste, ses bras et ses jambes, et pose la tête sur ses genoux.

#### Le père Aubry
À droite, dissimulé en son habit de bure, le visage baissé, la barbe blanche, la capuche dressée, il regarde Atala, semble prier et soutient avec délicatesse les épaules de l’innocente jeune fille.

#### Atala
Au centre, les mains d'Atala sont jointes sur une croix et son visage exprime la paix et la sérénité. La lune qui symbolise aussi la pureté est uniquement dirigée sur elle. Ce thème est cher à Girodet et se retrouve avec plus de force encore dans le Sommeil d'Endymion.

### Les accessoires
Les regards se portent aussi sur la pelle du premier plan qui active l’idée de l’instant fatal où la fosse a été creusée ; puis, le verset de la Bible issu du Livre de Job (J'ai passé comme la fleur, j'ai séché comme l'herbe des champs) inscrit sur la paroi du rocher que l’ermite déclame lors de la cérémonie.

## Analyses de l’œuvre
Atala repose, comme une statue virginale dans une position qui ressemble au sommeil mais qui coïncide ici avec la mort ;  dans son Pygmalion amoureux de sa statue de 1819, le peintre exprimait un autre sentiment qui se situait entre la froide immobilité du marbre et le réveil soudain de galathée.
On retrouve aussi dans cette œuvre toute la puissance marmoréenne des œuvres pentéliques d’Antonio Canova[réf. souhaitée]. 
Ce tableau rappelle Le Sommeil d'Endymion peint à Rome en 1792 dans lequel Girodet avait lié hypnos à eros ; dans Atala, le lien est surtout fait avec Thanatos qui est le fils de la Nuit mais aussi le frère du Sommeil (Hypnos) et c’est sans doute ce qui donne à la composition l’impression d’une vierge endormie, plus que d’une morte par suicide. Sur ce point, Jacques-Louis David critiqua Girodet, estimant la scène irréaliste : « La tête, les coloris d’Atala appartiennent bien à une morte. Pourquoi les mains ne sont-elles pas mortes ? Vous vous êtes trompés. Ce n’est pas ainsi que la nature agit. » Avec cette œuvre, Girodet comme Chateaubriand devenait, en 1808, un précurseur du mouvement romantique, en s'appuyant sur le concept ut pictura poesis (du latin la poésie ressemble à la peinture ; il s’est éloigné de l’héroïsme révolutionnaire et militaire propre à son maître.
La manière de peindre reste très néoclassique mais comporte des éléments caractéristiques du romantisme tant par le choix du thème qui n’offre aucun lien avec l’antiquité ou les écritures saintes, que par la technique qui joue vigoureusement sur les contrastes. Certes, le peintre restitue, par cette mise au tombeau, un des thèmes majeurs de l’iconographie chrétienne.
Enfin, Baudelaire écrivit en 1855 : « L’Atala de Girodet est, quoi qu’en pensent certains farceurs qui seront tout à l’heure bien vieux, un drame de beaucoup supérieur à une foule de fadaises modernes innommables. »